# ハウリングVII 新月がやってくる
『ハウリングVII 新月がやってくる』（原題: Howling: New Moon Rising）は、1995年製作のイギリスのホラー映画。「ハウリング」シリーズの第7作目。日本ではシリーズ唯一の未公開作。

## ストーリー
カリフォルニア州パイオニアータウンで大型動物の仕業と思われる家畜や人が惨殺される事件が起きていた。そのうち、女性の白骨化した死体が発見され、事件を調査した刑事はその死体が4週間前にこの地域で行われたサーカスの参加者「マリロウ・サマーズ」の遺体であると判断する。この件について援助を求め、カトリックの司祭であるジョン神父に相談。ジョン神父は最近の事件は狼男の仕業であると主張しており、狼男は悪魔の憑依の結果であると言う。一方、殺人が始まった同時期にテッド・スミスという流れ者のオーストラリア人が町に訪れ、地元のバーで働き始めていた。信じようともしない刑事を説得するため、事実である大量殺人の現場となって焼失したハンガリーの城について語る。その間、テッドは地元の町民と交流した際に怪しげな行動を目撃されてしまい、町民はテッドがこれらの殺人に関わってるのではないかと疑い始めていく。ジョン神父と刑事は人狼の情報を探るべく数年前にドラコ村での人狼の襲撃をかろうじて生き延びた女性、マリー・アダムスのもとへ聞き込みに行く。そして、ハンガリーのブダペストにある城が全焼したのが3年前だと知り、狼男が完全に成熟して新しい能力を発揮するのにかかる時間は3年である事と関連してると気づく。テッドへの不信感で村の住民が警戒し、刑事も動き出すのだが、テッド以外にも、ある人物が人狼だった・・。

## キャスト
- テッド・スミス - クライヴ・ターナー
- ジョン神父 - ジョン・ハフ
- 刑事 - ジョン・ラムスデン
- アーニー - アーネスト・ケスター
- マリー・アダムズ - ロミー・ウィンザー
- シェリル - シェリル・アレン
- ジャケリネ - ジャケリネ・アーミテージ
- ジム - ジム・ロザノ
- ボブ - ロバート・モーウェル
- ブロック - ジム・ブロック
- イヴァン - サリー・ハーカム
- パピー - クロード・アレン
- ハリエット - ハリエット・アレン
- ボニー - ボニー・ラガッサ
- ジャック - ジャック・ホルダー
- マリロウ・サマーズ - エリザベス・シー（アーカイブ映像）

## 概要
- 三作目以来では6作目を除いてシリーズを手掛けてきたクライヴ・ターナーが今まで繋がりの無かった各作品に関連性を持たせる為、製作された続編であり、４から6作の出来事を振り返る内容になっている。
- 別題は「Howling VII: Mystery Woman」とも呼ばれており、邦題の「ハウリングVII 新月がやってくる」というタイトルは原題を直訳したもので、日本でリリースされた際につけられたのでは無く仮邦題である。